# River Bourne (Medway)
Der River Bourne ist ein Wasserlauf in Kent, England. Er entsteht nördlich von Ightham aus zwei unbenannten Zuflüssen. Er fließt erst durch den Ort um dann nach Norden zu schwenken und im Norden des Ortes eine südsüdöstliche Richtung einzunehmen, in der er bis nördlich von Golden Green fließt. Hier wechselt er seine Richtung nach Osten und fließt so bis zu seiner Mündung in den River Medway südlich von East Packham.